# 贾育林
贾育林（？—），男，汉族，中华人民共和国政治人物。曾任中国共产党第十九届中央纪律检查委员会委员，中央纪委国家监委驻中央宣传部纪检监察组组长。